# Rotspitzigkeit

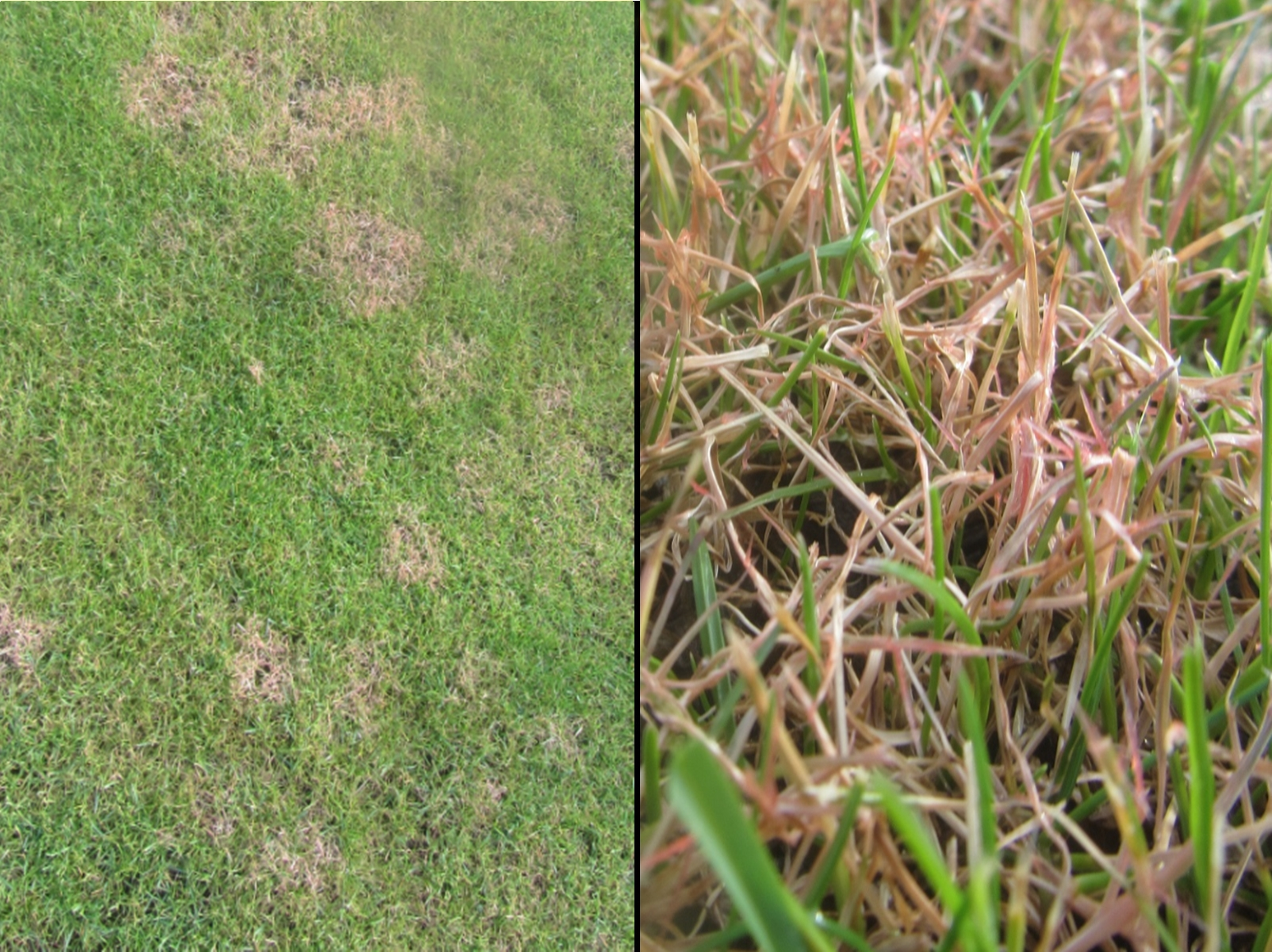
Rotspitzigkeit Nah- und Fernaufnahme

Als Rotspitzigkeit wird eine weltweit auftretende Rasenkrankheit bezeichnet, die durch Pilzbefall (Laetisaria fuciformis, Corticium fuciforme) verursacht wird. Sie ist vor allem bei Zierrasen und Sportrasenflächen zu finden, aber auch andere Rasenformen können betroffen sein.
Der Befall ist ganzjährig möglich, da eine Infektion bei Temperaturen zwischen 5 °C und 30 °C stattfindet. Begünstigt wird der Pilz durch längere Perioden mit feuchtwarmer Witterung und eine zu geringe Stickstoffversorgung. Bei trockener Witterung verschwindet die Rotspitzigkeit wieder. Das an den Spitzen der befallenen Blätter auftretende geweihartige, rote Pilzstroma macht die Bestimmung der Krankheit relativ einfach.
Als besonders anfällig für diese Krankheit ist bei den Gräsern der Gewöhnliche Rot-Schwingel (Festuca rubra), aber auch Straußgräser (Agrostis), Rispengräser (Poa pratensis ) und Weidelgräser (Lolium) können befallen werden. Da die Pflanzen nicht absterben, sind die Schäden relativ gering, zumal der Befall rasch überwachsen wird.

## Symptome
Erste Anzeichen sind unregelmäßig geformte Flecken mit teilweise abgestorbenen Gräsern, wobei der obere Teil des Halms bereits rötlich gefärbt ist. Im weiteren Verlauf zeigt sich ein watteartiges rosafarbenes Myzel, das sich zu einem roten, geweihartigen Pilzgewebe entwickelt und die Blätter verklebt.

## Bekämpfung
Vorbeugend lässt sich der Pilzbefall durch nicht zu häufiges und nicht zu kurzes Mähen sowie durch eine Verbesserung der Nährstoffversorgung durch Düngung (Stickstoff, Kali, Phosphor) verhindern bzw. reduzieren. Des Weiteren sollten starke Nässe und hohe Luftfeuchtigkeit, beispielsweise durch Bewässerung, vermieden werden. Vertikutieren im Frühjahr reduziert den Rasenfilz, der als idealer Aufenthaltsort für Pilzkrankheiten einen möglichen Infektionsherd darstellt.